# Вага (Брянская область)
Вага — опустевший поселок в Климовском районе Брянской области в составе Чёлховского сельского поселения.

## География
Находится в южной части Брянской области на расстоянии приблизительно 23 км на юго-запад по прямой от районного центра поселка Климово.

## История
Упоминается с XVIII века как хутор Чернолузских. В середине XX века работал колхоз «Ревпуть». В 1892 году было учтено 15 дворов. На карте 1941 года отмечен как поселение с 16 дворами.

## Население
Численность населения: 93 человека в 1892 году, 102 человека в 1901, 0 как в 2002 году, так и в 2010.